# Jim Walsh (Politiker)
Jim Walsh ist ein irischer Politiker (Fianna Fáil) und seit 1997 Senator im Seanad Éireann.
Walsh besuchte die Christian Brothers School in New Ross. Von 1979 bis 2003 war er Mitglied im Wexford County Council und fungierte in dieser Zeit von 1992 bis 1993 als dessen Vorsitzender.
Im Jahr 1997 wurde Walsh erstmals für die Fianna Fáil in den Seanad Éireann gewählt. In den Jahren 2002 und 2007 erfolgte jeweils seine Wiederwahl. Im Juli 2010 trat er zusammen mit John Hanafin und Labhrás Ó Murchú aus Protest gegen das Civil Partnership Bill der Regierung aus der Fianna Fáil aus. Bereits im November desselben Jahren traten die drei wieder in die Partei ein.
Walsh ist verheiratet und hat drei Kinder, einen Sohn und zwei Töchter; er lebt in New Ross.